# El-Kanemi-Stadion
Das El-Kanemi-Stadion (englisch El-Kanemi Stadium) ist ein Stadion in der nigerianischen Stadt Maiduguri. Es fasst 10.000 Zuschauer und wird zurzeit hauptsächlich als Fußballstadion genutzt. 
Der heimische Fußballverein El-Kanemi Warriors FC trägt hier seine Heimspiele aus.